# Ebaeides palawanicus
Ebaeides palawanicus là một loài bọ cánh cứng trong họ Cerambycidae.